# اورسولا ویان-کوبلر
اورسولا ویان-کوبلر (انگلیسی: Ursula Kübler; ۶ سپتامبر ۱۹۲۸ – ۱۸ ژانویهٔ ۲۰۱۰) رقصنده، طراح، روزنامه‌نگار، بازیگر، طراح رقص، بازیگر سینما، و بازیگر تئاتر اهل سوئیس بود.
از فیلم‌ها یا برنامه‌های تلویزیونی که وی در آن نقش داشته‌است می‌توان به رقص کن کن فرانسوی، زندگی خصوصی، و آتش سرکش اشاره کرد.